# Külügyminisztérium

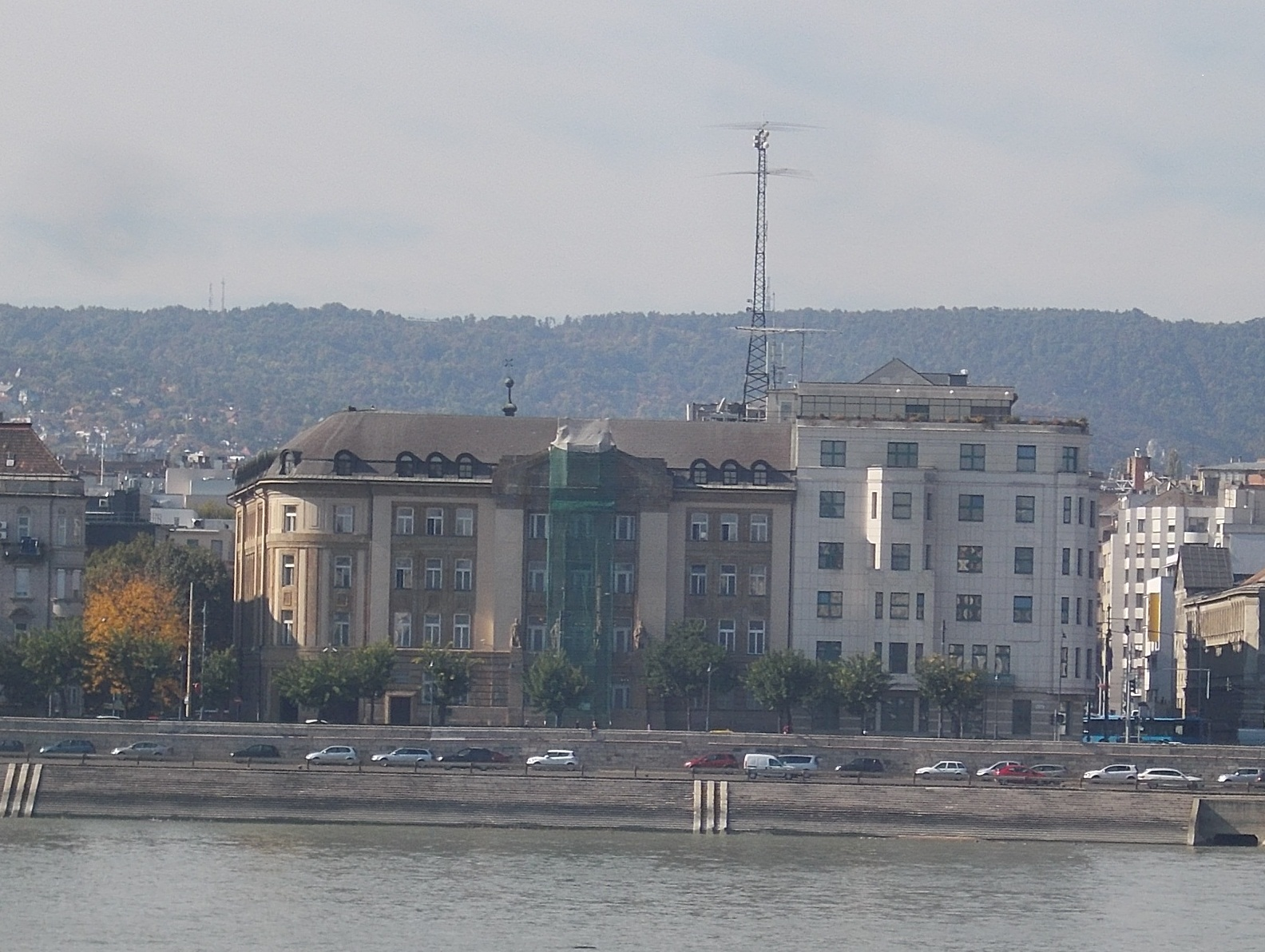
Magyarország külügyminisztériuma, jelenlegi hivatalos nevén Külgazdasági és Külügyminisztérium

A külügyminisztérium a független államok külpolitikájának végrehajtó szerve, melynek feladata, hogy a törvényhozás vagy a kormány külpolitikai elveinek és céljainak megvalósítását irányítsa. A külügyi igazgatás központosított szervei a 15.-16. század során jöttek létre Európában.

## Elnevezései
A külügyminisztérium elnevezés ma már a világ legtöbb országában elfogadott. Kivétel az Amerikai Egyesült Államok, ahol United States Department of State és az Egyesült Királyság, ahol Foreign and Commonwealth Office néven ismertek az intézmények. Más országokban a külügy kifejezést megtartották ugyan, de más szakterülettel összevonva az intézményt, hosszabb, összetettebb nevet kapott: Magyarországon, ahol a külkereskedelmi ügyekkel való összevonást követően, 2014 óta Külgazdasági és Külügyminisztérium, Franciaországban, ahol európai uniós ügyekkel is foglalkozik a szervezet, 2017 óta Ministère de l'Europe et des Affaires étrangères ("Európai ügyek és Külügyek Minisztériuma") az intézmény hivatalos neve.
Korábban a Szovjetunióban 1946-ig, a Magyarországi Tanácsköztársaság idején 1919-ben Külügyi Népbiztosság volt a külügyi csúcsszervezet elnevezése. Svájcban 1978-ig Département politique volt a meghonosodott név, azóta a Szövetségi Külügyminisztérium elnevezést használják. A diplomáciai nyelvhasználatban előfordul, hogy az egyes külügyminisztériumokat a székházuk címe alapján említenek. Ebből a szempontból legérdekesebb talán az olasz Külügyminisztérium helyzete, mely az 1960-as évekig a Palazzo Chigi épületében volt, és gyakran így is hivatkoztak rá: pl.: úgy döntöttek a Palazzo Chigiben. Az épület 1878 és 1916 között azonban az Osztrák–Magyar Monarchia római követségének adott helyet, míg 1513-ban a pápaválasztásra érkező Bakócz Tamás is itt szállt meg, így a ma az olasz kormánynak helyt adó épület jelentős magyar emlékhelynek is számít egyben (az olasz külügy egyébként jelenleg a Piazzale della Farnesina téren van). A már említett francia külügy ismert még Quai d'Orsay néven is (a Charles Boucher d'Orsayról elnevezett utcában áll), a magyar külügyet pedig Bem rakpartnak szokás említeni.

## Feladata
A külügyminisztériumok feladata általában gondoskodni az adott állam külpolitikai és külgazdasági érdekeinek érvényesítéséről és ezek védelméről, az állam képviseletéről nemzetközi szervezetekben és a különböző formájú nemzetközi érintkezésben, irányítja a diplomáciai és konzuli képviseleteket, országa képviselőinek nemzetközi tárgyalásait előkészíti, nemzetközi egyezményeket köt és ratifikál, információt gyűjt a fogadó ország helyzetéről, politikájáról, tájékoztatja kormányát a nemzetközi helyzet alakulásáról, indítványozója bizonyos külpolitikai lépések, intézkedések megtételét, védi és képviseli az állampolgárok érdekeit külföldön, valamint tájékoztató (propaganda) tevékenységet végez saját országáról a fogadó országban.

## Felépítése
A minisztériumok felépítése országonként eltérő lehet, de egyes funkcióinak teljesítése érdekében főbb vonalaiban hasonlóságot mutat. Legfontosabb szervezeti egységei az egyes országokkal, országcsoportokkal, nemzetközi szervezetekkel foglalkozó politikai osztályok. Ezek tevékenységét segítendő működik a ceremoniális feladatokat végző és felkészítő protokoll osztály, a sajtóosztály, a nemzetközi jogi osztály, a konzuli osztály és a miniszteri kabinet vagyis a titkárság. A speciális feladatok ellátására számos külügyminisztériumban a diplomaták kiválasztásával, továbbképzésével kapcsolatos munkát önálló szervezeti egységek (személyzeti, vagy modernebb kifejezéssel humánpolitikai részleg) végzik.